# Vigeland (Stadt)
Vigeland ist ein Tettsted in der norwegischen Kommune Lindesnes in der Provinz (Fylke) Agder. Vigeland hat 1715 Einwohner (Stand: 1. Januar 2024).

## Geographie
Bis Ende 2019 war der Ort das Administrationszentrums der Gemeinde. Im Zuge der landesweiten Kommunalreform wurde die Kommune Lindesnes mit Mandal und Marnardal fusioniert und der Ort Mandal wurde zum 1. Januar 2020 das neue Verwaltungszentrum. Das ehemalige Rathaus in Vigeland wurde in der Folge zu einer Außenstelle des Rathauses in Mandal umfunktioniert. Zugleich ging der Ort von der Provinz Vest-Agder in die neue Provinz Agder über.
Durch Vigeland führt die Europastraße 39 (E39), die von Trondheim nach Dänemark führt.

## Kultur und Bildung
In der Ortschaft befindet sich eine Statue des norwegischen Bildhauers Gustav Vigeland, die den Pfarrer Peder Claussøn (1545–1614) abbildet. Außerdem steht dort eine Kirche aus dem Jahr 1793, die sogenannte Valle kirke. Ein Großteil des Inventars wurde aus Claussøns Kirche übernommen, die sich zuvor etwas nördlich davon befand.
In Vigeland befindet sich eine Grundschule, die Nyplass barneskole und eine weitere Schule, die Vigeland ungdomsskole.